# Boqueirão do Rio Salgado

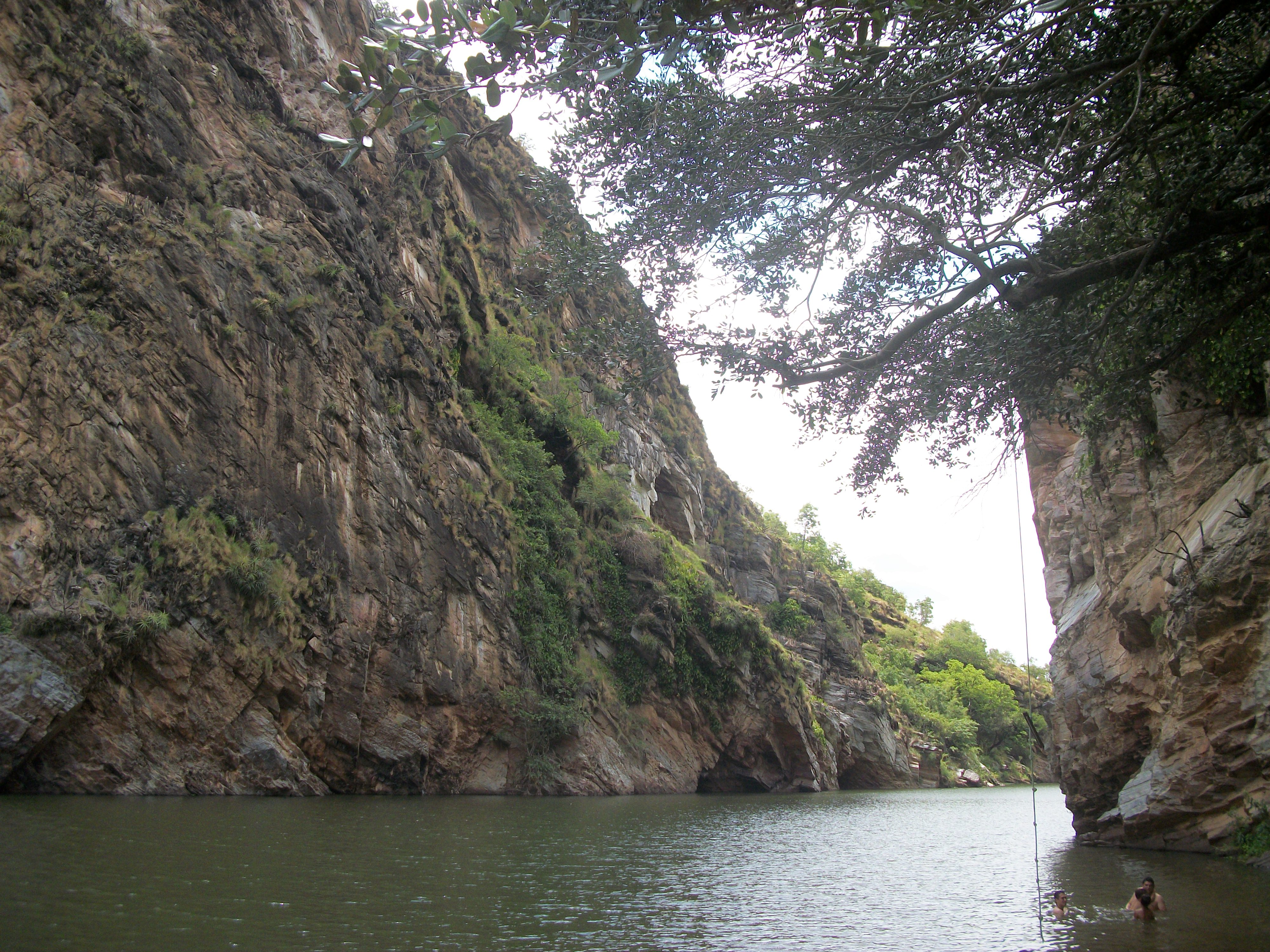
Boqueirão do Rio Salgado, o Boqueirão de Lavras

Boqueirão do Rio Salgado, também chamado Boqueirão de Lavras ou simplesmente Boqueirão é uma pequena chapada dividida por um boqueirão em meio à depressão sertaneja localizada no município de Lavras da Mangabeira, no estado do Ceará. Possui uma gruta homônima em sua parte alta, que é cercada de curiosas lendas.

## Etimologia
O nome provêm do fato de esse relevo sedimentar encravado no sertão ser uma chapada residual, formada há milhares de anos, e que foi sendo erodida pela ação das águas do Rio Salgado, deixando uma fenda por onde corre o leito deste, numa espécie de canyon, lembrando uma "grande boca" na linguagem popular. O termo (boqueirão), por sua vez, também designa, na Geografia do Brasil, qualquer espaço de divisão num acidente geográfico (serras, chapadas, depressões ou planícies).

## Flora

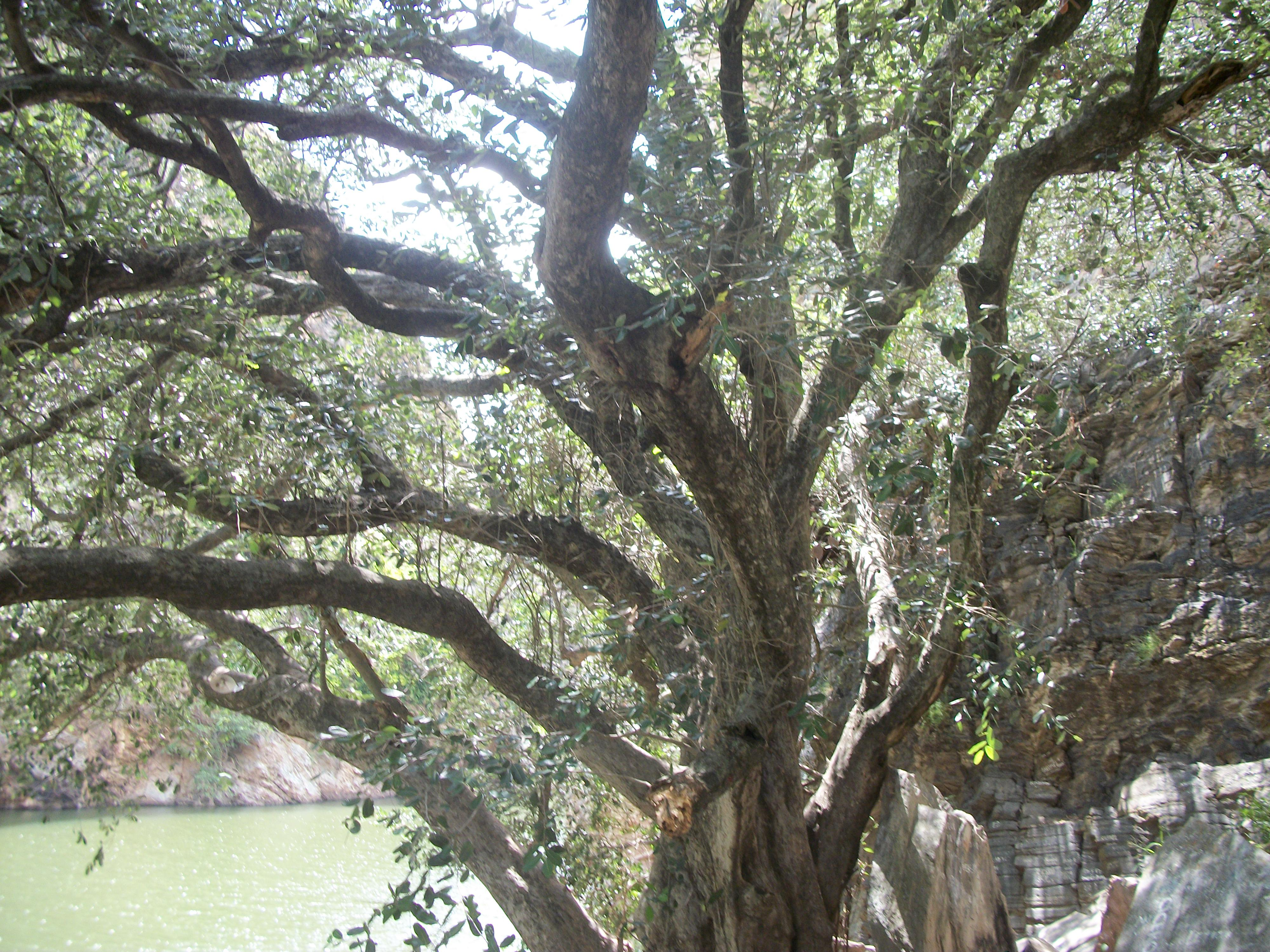
Oiticica centenária entre os rochedos do Boqueirão

O Boqueirão se localiza numa área de ecótono entre dois biomas: caatinga e cerrado. Logo, tanto nele quanto em áreas adjacentes existem plantas comuns aos dois ecossistemas. Entre as mais encontradas estão: mangaba, juazeiro, pereiro, angico, pau-branco, xiquexique, imbê, gravatá, caroá (os 4 últimos no alto), pau-d'arco roxo, jucá, cedro-cheiroso, trapiá, cajueiro-bravo-do-campo, cajueiro, carnaúba, pinhão-bravo, braúna, peroba, mulungu, gonçalo-alves, aroeira, jacarandá-mimoso, cumaru-nordestino, ipê-verde, caroba-branca, guaçatonga, pau-santo, canafístula, pacoté e oiticica (inclusive, no balneário, existe uma árvore desta espécie que é centenária, entre os rochedos).

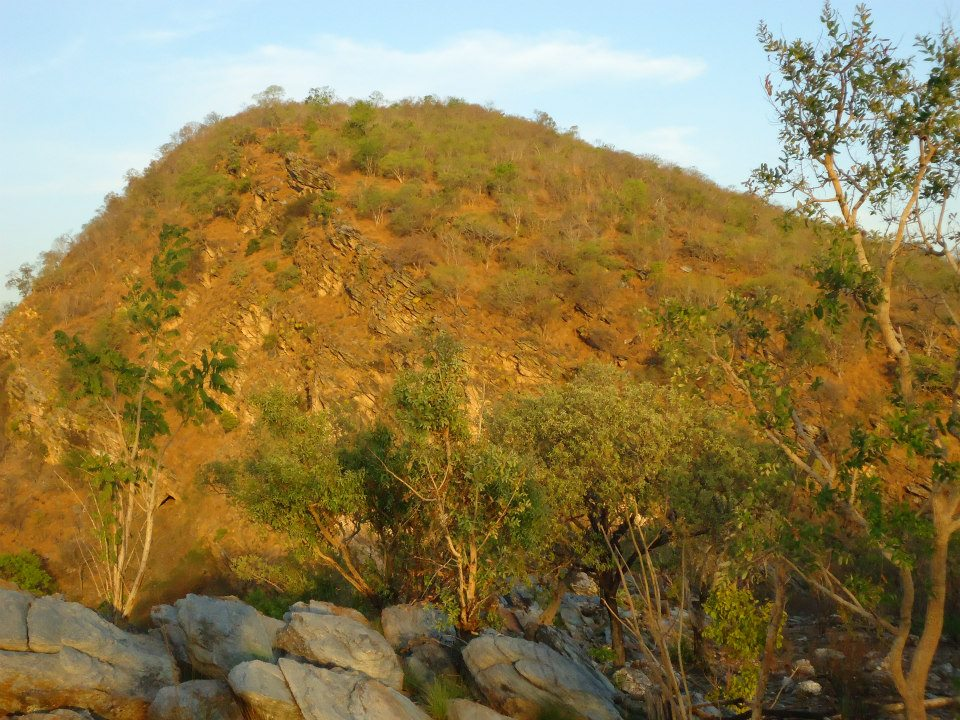
Detalhe da parte alta da chapada do Boqueirão e sua biodiversidade

## Turismo
O govenador Cid Gomes, em sua gestão, sancionou uma lei no dia 20 de dezembro de 2011, que inclui Lavras da Mangabeira no roteiro turístico oficial do estado, tendo como carro-chefe o Boqueirão. No mesmo ano, a cidade sediou o VII Seminário Regional do Programa Selo Município Verde, que contou com a participação de alunos lavrenses que estudam na Universidade Regional do Cariri, e a região, de importante beleza cênica e paisagística, poderá se transformar na Área de Proteção Ambiental (APA) do Boqueirão. No Boqueirão pode-se tomar banho nas águas do Rio Salgado, desfrutar da paisagem e comer pratos típicos, como o tradicional peixe servido aos turistas.

## Galeria

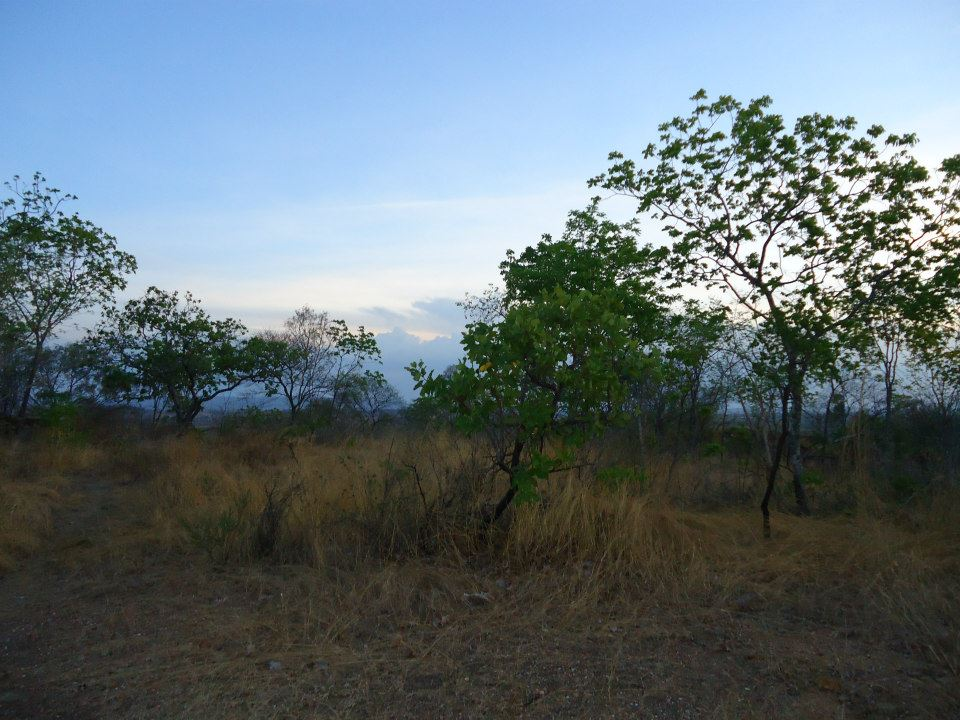
Detalhe de cerrado no Boqueirão
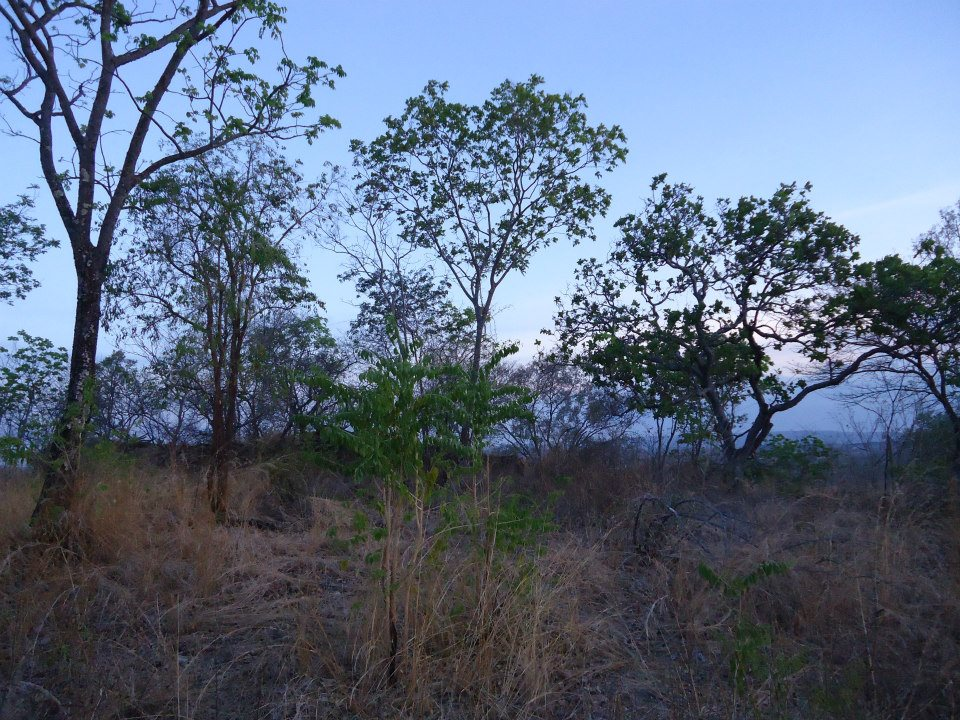
Cerrado na parte alta do Boqueirão, com espécies de galhos retorcidos
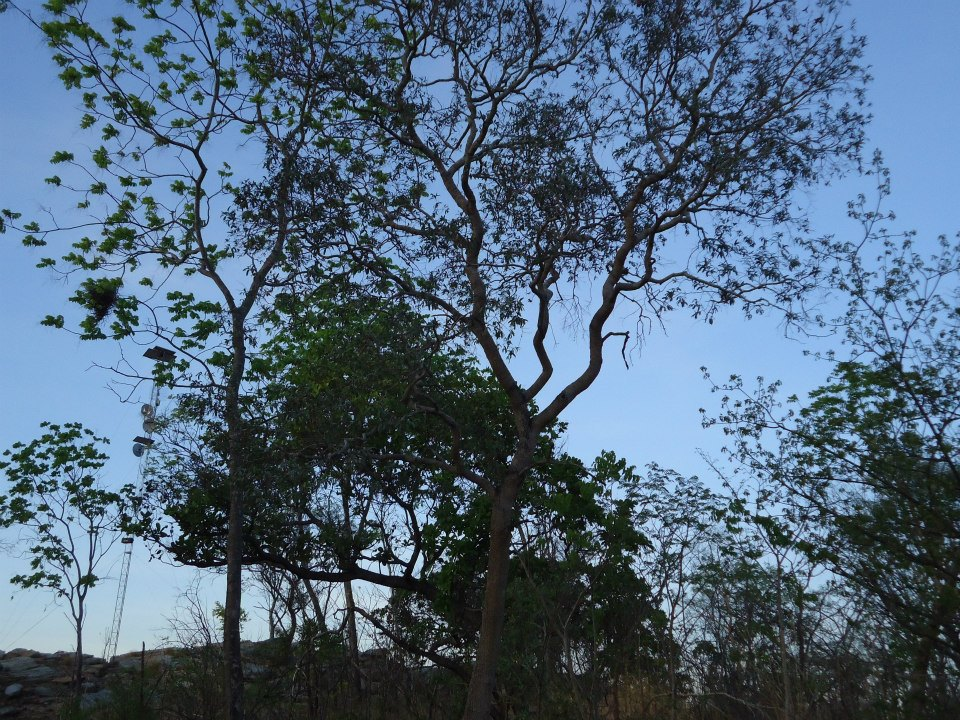
Parte alta do relevo da chapada
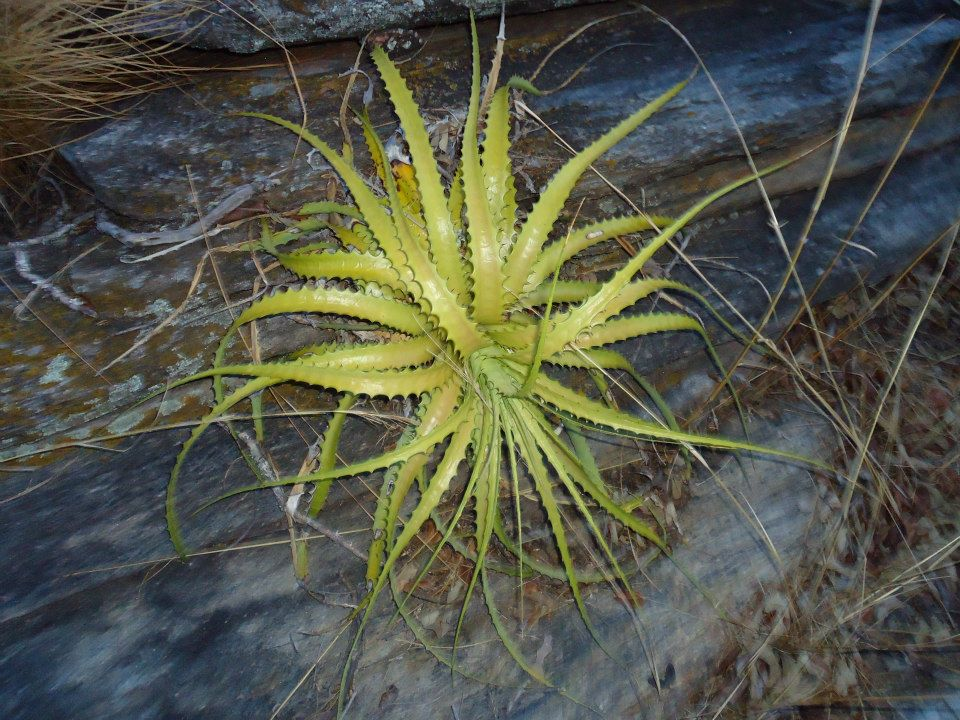
Exemplares de bromélias (esta é o caroá) são encontrados no Boqueirão
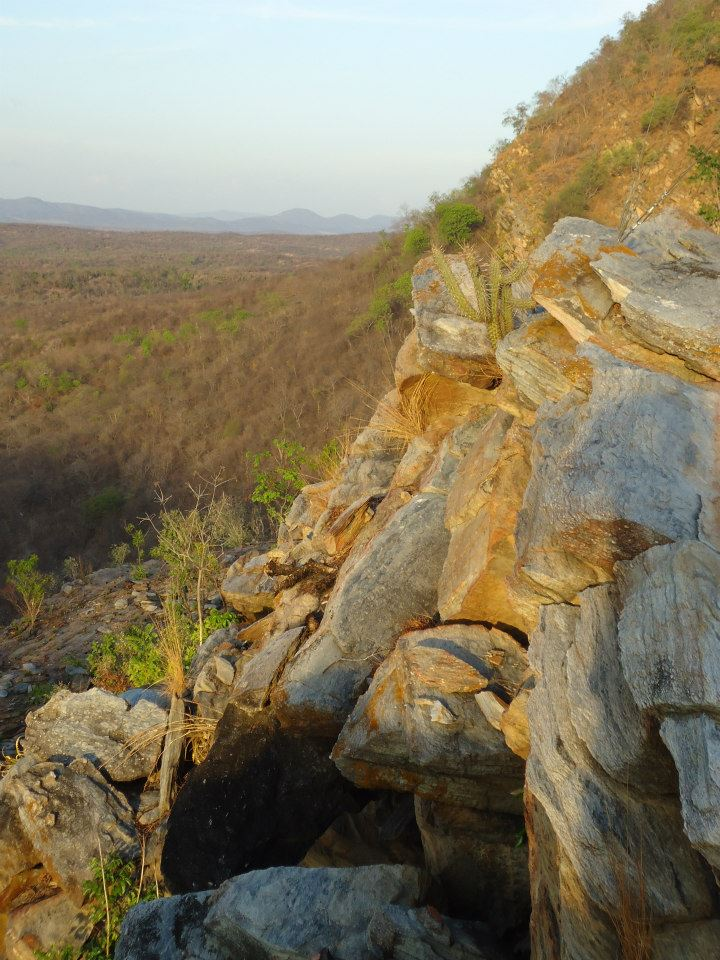
Detalhe de caatinga no Boqueirão